# بروکویل (مریلند)
بروکویل (به انگلیسی: Brookeville) شهری در ایالت مریلند کشور ایالات متحده آمریکا است که جمعیت آن در سرشماری سال ۲۰۱۰ میلادی، ۱۳۴ نفر بوده‌است.